# Cazul Đorđe Martinović
George Martinovici (sârbă: Đorđe Martinović, text chirilic Ђорђе Мартиновић, n. 1929, d. 6 septembrie 2000) a fost un fermier etnic sârb din Kosovo care a fost în centrul unui scandal în anul 1985 care ar fi înrăutățit relațiile etnice între Sârbi și Albanezi, care trăiau în Kosovo.
La data de 1 mai 1985, Đorđe Martinović, care la momentul acela avea 56 de ani, a sosit la spitalul din Gnjilane, cu o sticlă de bere spartă, înfiptă în rect. El a susținut că a fost atacat de doi bărbați vorbitori de albaneză în timp ce lucra pe câmpul său. După ce a fost intervievat de un colonel al Armatei Populare Iugoslave, Martinović a recunoscut că acțiunile sale nu au fost decât o rană provocată de o încercare eșuata de a se masturba. Anchetatorii publici au relatat că rănile au fost cauzate de procurorul a făcut o concluzie scrisă, din care rezultă că rănitul ar fi comis un act de "auto-satisfacere" pe câmpul său, unde "ar fi pus sticla pe un băț de lemn, s-ar fi așezat pe ea, și s-a bucurat". Liderii comunității din Gnjilane au emis ulterior o declarație care descriu rănile sale drept "consecințele accidentale ale unei practici [sexuale] induse de sine".
El a fost transferat la Belgrad pentru investigații ulterioare la prestigioasa Academie Medicală Militară, dar o echipă medicală a raportat că rănile sale nu sunt în concordanță cu o rană auto-provocată. Echipa, care a inclus doi medici din Belgrad și una din Ljubljana, Zagreb și Skopie (reprezentând astfel patru dintre cele șase republici din Iugoslavia), a concluzionat că leziunile au fost cauzate de o inserție puternică, brutală și bruște a unei sticle de 500 ml, sau, mai degrabă, capătul mai larg al sticlei, în rect și "că, probabil, din punct de vedere fizic, era imposibil ca Martinović să-și facă acest lucru singur." Echipa a susținut că inserția "ar fi putut fi efectuată numai de cel puțin două sau mai multe persoane".
A fost solicitată o a doua opinie și o lună mai târziu a fost făcută de o comisie sub conducerea profesorului Dr. Janez Milčinski. Echipa lui Milčinski a concluzionat că Martinović ar fi putut să introducă sticla prin poziționarea pe un baston pe care l-a împins în pământ, dar a alunecat în timpul masturbării și a spart sticla în rect, sub forța greutății corpului său. Poliția secretă iugoslavă și serviciile de informații militare au ajuns la concluzia că rănile lui Martinović au fost, într-adevăr, cel mai probabil provocate de sine.
Martinović a negat mărturisirea sa, declarând că a fost forțat să mărturisească că s-a rănit în timpul masturbării, ca fii săi să fie angajați mai ușor. Fiul său a recunoscut într-un interviu că: "Prietenii îmi spun că iredentiștii albanezi au planificat atacul... nu conta cine era, trebuia doar să fie sârb." Nu s-a aflat niciodată adevărul în acest caz, dar a stârnit indignarea populației din RS Serbia, care au considerat incidentul ca parte a încercării albaneze de a "răpi" PSA Kosovo din brațele Serbiei și de a crea o epurare etnica a populației sârbe din zonă. La rândul lor, albanezii din zonă au considerat că Martinović s-ar fi rănit întradevăr în timp ce se masturba și pentru a mușamaliza acest act rușinos, ar fi dat vina pe populația albaneză pentru a stârni furia populației sârbe.
1. ↑  „Naslov Djordje Martinovi”. Accesat în 24 iulie 2023.